# Vertebra lombare

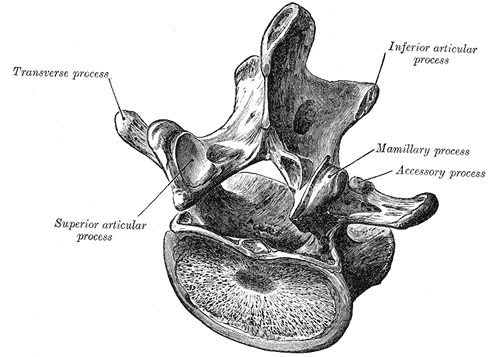
Disegno di una vertebra lombare tratto dall'Anatomia del Gray.

È detta vertebra lombare ciascuna delle 5 vertebre che costituiscono il rachide lombare. Le vertebre lombari compongono la terza parte della colonna vertebrale e costituiscono l'asse di sostegno dell'addome.

## Caratteristiche
I principali caratteri che le distinguono consistono nel notevole volume del corpo e nella caratteristica forma dei processi spinosi. Il corpo ha la forma di un cuneo essendo più alto in avanti che indietro.
I peduncoli sono voluminosi con incisure inferiori molto più accentuate di quelle superiori, i processi articolari sono verticali, quelli superiori orientati medialmente e quelli inferiori lateralmente; le faccette articolari superiori hanno superficie concava mentre le inferiori convessa. Dai peduncoli – all’altezza dei processi articolari – si diramano i processi trasversi, che nel caso delle vertebre lombari prendono il nome di processi costiformi (lamine ossee robuste che si dirigono lateralmente).
Al di dietro del processo articolare superiore si estendono superiormente il processo mammillare e inferiormente il processo accessorio. Le lamine vertebrali sono spesse, più alte che larghe e anche i processi spinosi sono robusti, di forma quadrangolare (sono appiattiti lungo il piano sagittale) e diretti orizzontalmente e indietro. Il foro vertebrale è triangolare e ristretto.

## Articolazioni
- articolazione intervertebrale
- articolazione sacro-vertebrale